# Mady Alfredo
Mady Alfredo (Amsterdam, 4 mei 1910 – Den Haag, 6 februari 1989), geboren als Maria Magdalena de Brieder, was een Nederlands actrice, danseres en revue-artieste.

## Levensloop
Alfredo's vader was pianist en haar moeder vormde met haar tweede echtgenoot het duo Martron. Op haar dertiende jaar trad Mady al op. De eerste dertig jaar als danseres. Bij het operettegezelschap van Johan Boskamp kreeg ze haar eerste rol als actrice. Nadat zij getrouwd was met de sneldichter Willy Alfredo, begon ze met hem op te treden, meestal in revues en shows. Dat gebeurde af en toe ook in combinatie met Theo Lodewyks. Ook vormde zij met dochter Willy het duo The Mad Willo's. Zij werkte ruim twee jaar bij de Bouwmeesterrevue en ging in 1947 op tournee naar Indonesië.

### Regulier toneel
In 1951 stapte Alfredo over naar het reguliere toneel. Zij speelde onder meer bij de Schouwspelers, het Amsterdams Volkstoneel en Nooy's Volkstheater, waar zij tot 1984 werkzaam bleef. Ook deed ze aan kindertoneel, zoals in Bromsnor slaat een flater (1975) samen met acteur Lou Geels. Verder speelde ze onder meer in Zo zijn ze met Jan Blaaser als regisseur. Een van haar laatste grote rollen was die mevrouw Oldenbach in Drie is te veel (1988) met onder meer als tegenspeler Joop Doderer.